# TC Blau-Weiß Leimen
TC Blau-Weiß Leimen 1964 e.V. ist ein Tennisverein in Leimen (Baden-Württemberg).
1964 wurde der Tennis-Club Blau-Weiß Leimen gegründet. Der Club hat Angebote für den Spitzensport genauso wie für den Breitensport. Der Club betreibt 15 Tennisplätze. Wettkampforientiert spielt der Club mit Mannschaften in der Badenliga, der 1. Bezirksklasse, der Oberliga und der Kreisliga.
Beim TC Blau-Weiß Leimen ist das Landesleistungszentrum des Badischen Tennisverbandes angesiedelt, in dem vor allem die Altersstufen U12 bis U18 betreut werden.
Bekanntester Sportler des Clubs war Boris Becker, der beim TC Blau-Weiß Leimen seine Profikarriere startete und heute Ehrenmitglied ist. Becker wurde dort in den 1970er Jahren von Boris Breskvar, dem Landestrainer im badischen Tennis-Leistungszentrum, trainiert. Auch Steffi Graf und später Anke Huber wurden dort von Breskvar unterrichtet.
Die größte Halle des Clubs ist nach Becker benannt. Nach einem Bericht in der Hörzu im Herbst 2013 gab es angeblich Kontroversen um das fehlende Engagement Beckers in seinem ehemaligen Verein. Eine geplante Umbenennung der Halle wurde jedoch nicht realisiert. Der Verein stellte klar, dass die erwogene Umbenennung der Halle keinen Bruch mit Boris Becker bedeute, sondern mit der Suche nach einem Sponsor für die  Renovierung der Halle zusammenhänge. Diesem müsse man wahrscheinlich die Namensrechte für die Halle anbieten. Becker sei nach wie vor Ehrenmitglied des Vereins und könne alle Anlagen nutzen und an allen Veranstaltungen teilnehmen.